# Clave de Salomón

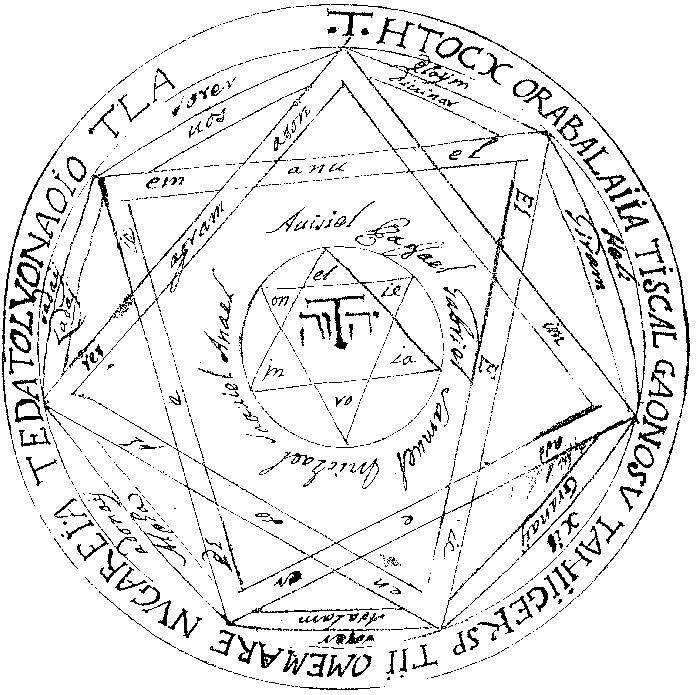
El Gran pentáculo, dibujado en un manuscrito de la Clave de Salomón.

La Clave de Salomón (en latín: Clavícula Salomonis, Pequeña llave de Salomón; en hebreo: Mafteaḥ Shelomoh‎ [מפתח שלמה]) es un grimorio atribuido al Rey Salomón. Probablemente se remonta al siglo XIV o XV del Renacimiento italiano. Se presenta como un ejemplo típico de la magia renacentista.
Es posible que la Clave de Salomón inspirase obras posteriores, en particular el grimorio del siglo XVII, también conocido como Clavicula Salomonis Regis, La llave menor de Salomón o Lemegeton, aunque hay muchas diferencias entre los libros.